# Cynanchum physocarpum
Cynanchum physocarpum är en oleanderväxtart som beskrevs av Diederich Franz Leonhard von Schlechtendal. Cynanchum physocarpum ingår i släktet Cynanchum och familjen oleanderväxter. Inga underarter finns listade i Catalogue of Life.